# هندريك هافرمان
هندريك يوهانس هيفرمن (بالهولندية:  Hendrik Johannes Haverman) (و.23 أكتوبر 1857، أمستردام - 14 أغسطس 1928، لاهاي) رسام هولندي؛ معروف في المقام الأول برسوماته الشخصية.

## من رسوماته

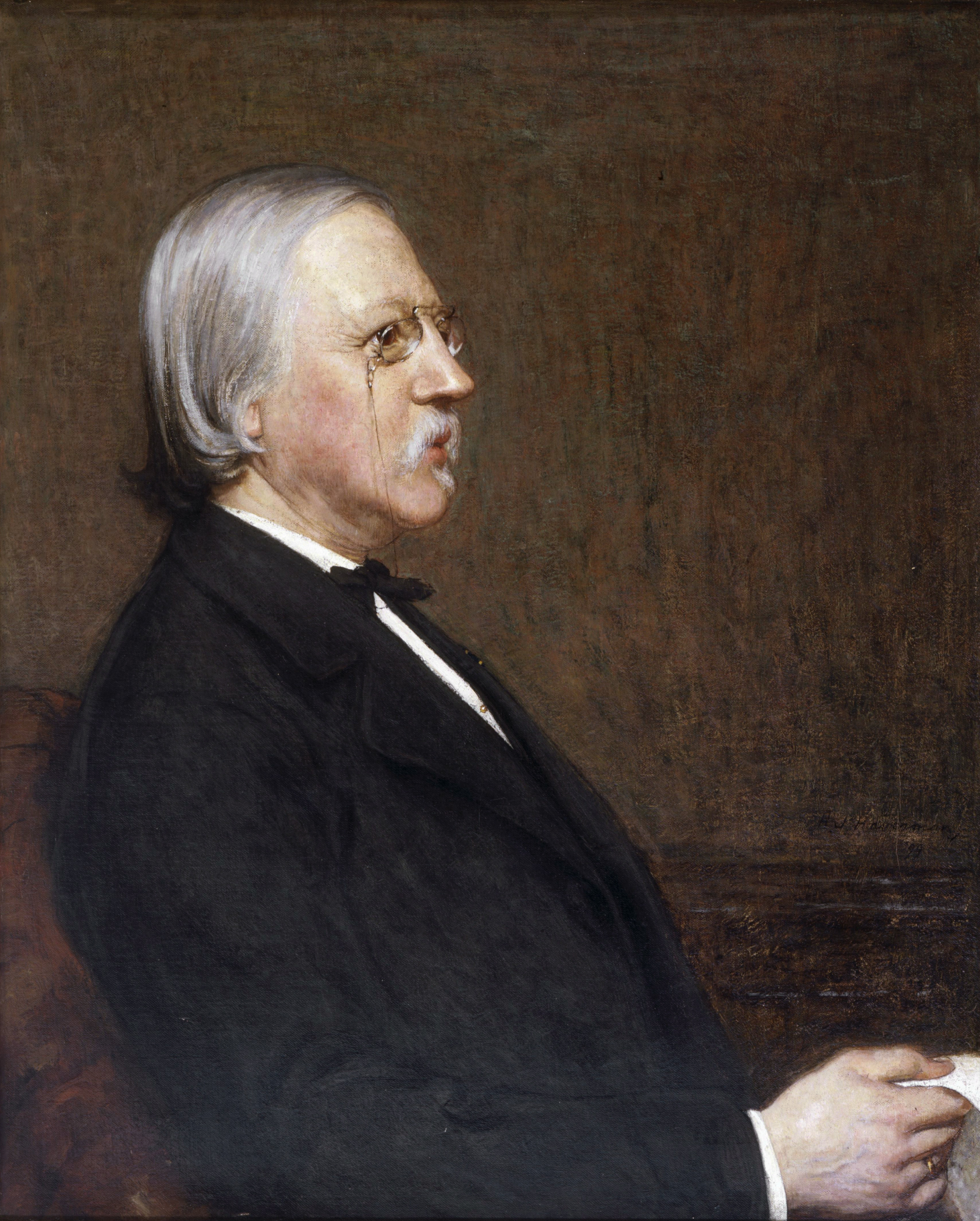
صورة هندريك بيتر جودفريد كويك